# Шеньчжоу-11
Шеньчжоу-11 (кит. спр. 神舟十一号, піньїнь: Shénzhōu shíyī hào, акад. Шеньчжоу ши хао, буквально «Священний човен-11») — шостий пілотований космічний корабель КНР серії Шеньчжоу. Запуск відбувся 17 жовтня 2016 року, після виведення на орбіту нової орбітальної станції Тяньгун-2, який був здійснений 15 вересня 2016 року. Стикування відбулося 18 жовтня 2016. Повернення на Землю — 18 листопада 2016 року.

## Мета польоту
Метою польоту є стикування з орбітальною станцією «Тяньгун-2» і робота космонавтів у модулі «Тяньгун-2» близько 30 днів. Стикування з Тяньгун-2 планується провести протягом двох днів після виходу космічного корабля «Шеньчжоу-11». Потім космонавти перейдуть в орбітальний модуль «Тяньгун-2», де будуть випробовувати можливості нового комплексу з забезпечення життя, проведуть досліди в галузі космічної медицини за участю людини, поставлять ряд космічних наукових експериментів і відпрацюють різні технології ремонту на орбіті.

## Екіпаж
16 жовтня було проведено зустріч журналістів та екіпажу китайського космічного корабля Шенчжоу-11. У складі екіпажу космонавти:
- Цзин Хайпен (3-й космічний політ)
- Чень Дун (1-й космічний політ)[6]

## Історія
Спочатку планувалося запустити «Шеньчжоу-11» в травні 2016 року з трьома космонавтами і його тривалість складе близько тижня. Однак через затримку станції «Тяньгун-2» в грудні 2015 року було заявлено, що політ відбудеться не раніше осені 2016 року. У лютому 2016 року за повідомленням Сіньхуа стало ясно, що кількість членів екіпажу буде зменшено до двох, але їх перебування в космосі буде збільшено до місяця. В кінці березня збірка космічного корабля «Шеньчжоу-11» була завершена і почалися його випробування.
У контролі за польотом корабля Шеньчжоу-11 буде задіяно вимірювальне судно стеження за космічними польотами «Юаньван-7», яке з 12 червня 2016 офіційно стало до ладу і було передано у відання Китайського управління контролю за супутниками з моря.
У середині липня були затверджені основний і дублюючий екіпажі корабля «Шеньчжоу-11».
11 серпня 2016 року космічний апарат «Шеньчжоу-11» (Shenzhou-11) доставлений на космодром Цзюцюань.
10 жовтня 2016 ракета-носій Чанчжен 2F Y11 вивезена на стартову позицію.

## Запуск і політ
6 серпня 2016 року у космодром Цзюцюань доставлені дві ракети-носія «Чанчжен-2F», призначені для виведення на орбіту орбітальної станції «Тяньгун-2» і космічного корабля «Шеньчжоу-11». Терміни запуску «Тяньгун-2» і «Шеньчжоу-11» не змінилися — це 15 вересня і середина жовтня, відповідно.
15 вересня була запущена станція «Тяньгун-2».
Запуск «Шеньчжоу-11» відбувся 16 жовтня 2016 року, 23:30 UTC.
18 жовтня здійснено стикування корабля «Шеньчжоу-11» зі станцію «Тяньгун-2» та наступного дня два космонавти успішно перейшли на борт останнього.
17 листопада, о 4:41 (UTC) спускна капсула корабля «Шеньчжоу-11» з двома членами екіпажу на борту відстикувалася від орбітальної лабораторії «Тяньгун-2».
18 листопада спускна капсула з двома космонавтами на борту успішно приземлилася на півночі Китаю.